# سیارک ۷۹۶۴۷
سیارک ۷۹۶۴۷ (به انگلیسی: 79647 Ballack، نامگذاری:1998SG15)۷۹۶۴۷مین سیارک کشف شده‌است که در ۲۲ سپتامبر ۱۹۹۸ کشف شد.